# Movimiento Línea Popular
El Movimiento Línea Popular fue un partido político argentino formado en marzo de 1975 como escisión del Movimiento de Integración y Desarrollo, luego de una fuerte interna dentro del MID en el año 1974. El MOLIPO apoyó el golpe de Estado de 1976 y los diferentes gobiernos de facto surgido de este. En 1983, integró la Alianza Federal que llevó como candidato presidencial a Francisco Manrique.

## Biografía
En octubre de 1974 se consolidó dentro del Movimiento de Integración y Desarrollo un sector interno que se denominó "Grupo del Paraná-Línea Popular", liderado por Carlos Sylvestre Begnis, gobernador de la provincia de Santa Fe, en compañía de otros dirigentes importantes dentro del MID como Raúl Lucio Uranga y Guillermo Acuña Anzorena, intentaron desplazar a Rogelio Frigerio, vicepresidente y más activo dirigente del MID, de la conducción del partido. Tras el fracaso, provocado por Arturo Frondizi, que se negó a desplazar a su segundo, se separaron, fundando un nuevo partido, el Movimiento Línea Popular.
En marzo de 1975, el "Grupo del Paraná-Línea Popular" rompió con el Movimiento de Integración y Desarrollo y se convirtió en un nuevo partido político: el Movimiento Línea Popular. Pronto, los tres diputados nacionales que ahora integraban el MOLIPO (Jorge Washington Ferreira, Ramón Asmar y Ricardo González) rompieron con el bloque de diputados del MID y formaron su propio bloque, que luego de una extensa lucha, fueron aprobados por el presidente de la Cámara.
Hacia finales de 1975, el MOLIPO comenzó una acercamiento hacia la Fuerza Federalista Popular y al Partido Demócrata Progresista con intenciones de armar una coalición política para las elecciones presidenciales que debían haber tenido lugar en 1976, para llevar la postulación a presidente de la Nación por la alianza a Carlos Sylvestre Begnis, líder del MOLIPO, y que podía ser secundado por Jorge Daniel Paladino, antiguo delegado de Juan Domingo Perón en la Argentina. 
El 24 de marzo de 1976, día del golpe militar que derrocó al gobierno de María Estela Martínez de Perón, el MOLIPO publicó una declaración de apoyo a las Fuerzas Armadas firmada por Sylvestre Begnis. 
Durante el gobierno militar, el MOLIPO estableció alianzas con la Fuerza Federalista Popular y al Partido Demócrata Progresista, apoyando fuertemente a los sucesivos gobiernos militares. 
El 2 de octubre de 1982, un sector del MOLIPO, encabezado por Horacio Domingorena y José Bielicki y de la que formaban parte Alberto Borella, Ricardo Grubert, Héctor Sylvestre Begnis, Súper Manuel Corral, Martín Oyharzabal y otros, formó una Junta Promotora disidente a la establecida por Guillermo Acuña Anzorena y luego de contactos con dirigentes radicales, se integraron a la Unión Cívica Radical que lideraba Raúl Alfonsín, abandonando de forma definitiva a su antiguo partido. 
En 1983, el MOLIPO conformó la coalición política llamada Alianza Federal, en coalición con el Partido Federal, la Concentración Demócrata y el FUFEPO, que llevó como candidatos a presidente y vicepresidente a Francisco Manrique y Guillermo Belgrano Rawson. 